# Agence Europe
Agence Europe è un'agenzia di stampa fondata a Lussemburgo da Lodovico Riccardi nel 1953 e avente sede a Bruxelles. "Formata da un gruppo di giornalisti specializzati nelle diverse tematiche, forte di una lunga e profonda esperienza, costituisce la fonte principale d’informazioni sulla realtà dell’UE".

## Storia
Fondata a Lussemburgo, scelta come sede "europeista" dopo la nascita della Comunità europea del carbone e dell'acciaio nel 1952, spostò presto la sua sede a Bruxelles. Fu fondata con i capitali di Lodovico Riccardi, presidente dell'ANSA, che scelse come direttore Emanuele Gazzo; dopo di lui, la guida dell'agenzia è passata alla figlia Marina, cui sono succeduti Ferdinando Riccardi, Helmut Brüls, Mathieu Biom.

## Descrizione
Pubblica quotidianamente il Bulletin Quotidien Europe (BQE), una sorta di "gazzetta ufficiale" dell'Unione Europea stessa e di tendenza federalista. Il bollettino è disponibile tramite abbonamento, sebbene un suo riassunto sia disponibile gratuitamente.
Oltre a un bollettino quotidiano, pubblicato dal 12 marzo 1953, con alcuni supplementi (“Europe/Documenti”, “Interpenetrazione Economica”, “Biblioteca Europea”), pubblica i bisettimanali “Europe Diplomacy & Defence” e “Atlantic News”.